# Diplazium ordinatum
Diplazium ordinatum är en majbräkenväxtart som först beskrevs av Hermann Christ och som fick sitt nu gällande namn av David Bruce Lellinger.
Diplazium ordinatum ingår i släktet Diplazium och familjen Athyriaceae. Inga underarter finns listade i Catalogue of Life.